# New York Film Academy
La New York Film Academy (NYFA) è un'accademia cinematografica situata negli Stati Uniti d'America (le sue sedi si trovano a New York, Los Angeles e South Beach) e fondata nel 1992 da Jerry Sherlock. Conta all'anni più di 400 membri dello staff e oltre 7000 studenti.
Alla New York film Academy si seguono gli studi su realizzazione di film, e quindi sceneggiatura, fotografia, montaggio, recitazione, fotografia, ecc. di tutto ciò che ha a che fare con le materie cinematografiche, recitazione, ecc.
Il concorso di bellezza di Miss Universo prevede che la miss vincitrice riceva una borsa di studio di due anni presso la New York Film Academy del valore di 100 000 $.
È considerata tra le più prestigiose accademie cinematografiche nel mondo.